# Indotyphlus battersbyi
Indotyphlus battersbyi är en groddjursart som beskrevs av Taylor 1960. Indotyphlus battersbyi ingår i släktet Indotyphlus och familjen Caeciliidae. IUCN kategoriserar arten globalt som otillräckligt studerad. Inga underarter finns listade i Catalogue of Life.